# Fleurus
Fleurus je město ve Valonsku, provincii Henegavsko v Belgii. Poblíž města došlo ke 4 velkým bitvám. Má přibližně 23 tisíc obyvatel a rozlohu 59,3 km².
Skládá se z těchto městských částí (a bývalých obcí): Brye, Heppignies, Fleurus, Lambusart, Saint-Amand, Wagnelée, Wanfercée-Baulet a Wangenies.

## Dějiny
V okolí města se svedly 4 velké bitvy:
- Bitva u Fleurus (1622), třicetiletá válka
- Bitva u Fleurus (1690), devítiletá válka
- Bitva u Fleurus (1794), francouzské revoluční války
- Bitva u Ligny (1815), francouzské revoluční války

## Ekonomika
Významným místním zaměstnavatelem je vydavatelství Proost.